# Ethniki Odos 92
Die Ethniki Odos 92 (griechisch Εθνική Οδός 92 ‚Nationalstraße 92‘) führt von der der Nordküste der Insel Kreta folgenden Ethniki Odos 90 rund 30 km östlich von Iraklio bei Analipsi nach Süden abbiegend bei Chersonissos über die Autobahn Aftokinitodromos 90 und weiter durch Bitzariano (Μπιτζαριανό) nach Kastelli (Καστέλλι) und zum Flughafen Kastelli.